# Bungo Stray Dogs
Bungo Stray Dogs (文豪ストレイドッグス?, Bungō Sutorei Doggusu, lett. "Cani randagi maestri di letteratura") è un manga scritto da Kafka Asagiri e disegnato da Sango Harukawa, serializzato sul Young Ace di Kadokawa Shoten dal 4 dicembre 2012. Una trasposizione letteraria ha avuto inizio nel 2014, mentre un adattamento anime, prodotto da Bones, è andato in onda in Giappone dal 6 aprile al 21 dicembre 2016. In Italia i diritti del manga sono stati acquistati da Planet Manga, mentre l'anime è stato trasmesso in streaming da Crunchyroll.

## Trama
La storia ruota attorno all'Agenzia di Detective Armati, composta da individui con poteri sovrannaturali. Molti personaggi portano il nome di autori letterari realmente esistiti o dei loro personaggi, tra cui Atsushi Nakajima, Osamu Dazai, Ryūnosuke Akutagawa, Chūya Nakahara, Doppo Kunikida, Akiko Yosano, Junichirō Tanizaki, Kenji Miyazawa, Ranpo Edogawa, Edgar Allan Poe, Fyodor Dostoevsky e Nikolai Gogol.

## Personaggi

Atsushi Nakajima nell'anime

### Agenzia dei detective armati
Atsushi Nakajima (中島 敦?, Nakajima Atsushi)
Doppiato da: Yūto Uemura (adulto), Lynn (bambino)
Riferimento a: Atsushi Nakajima, autore giapponese
La sua capacità è chiamata La bestia al chiaro di luna (月下獣?, Gekkajū), che lo trasforma in una tigre bianca, di cui non ha purtroppo il pieno possesso, ma riesce a padroneggiare una forma ibrida. Un effetto secondario di quest'abilità sono le capacità di guarigione più elevate del normale, che gli consentono anche di farsi ricrescere gli arti. È orfano ed ha un odio represso per il suo orfanotrofio, dato che nessuno lo voleva e gli stessi gestori lo maltrattavano. Fa il suo primo incontro con Dazai ai margini di un canale, sul punto di morire di fame. Diventerà subito rivale di Akutagawa.
Osamu Dazai (太宰 治?, Dazai Osamu)
Doppiato da: Mamoru Miyano
Riferimento a: Osamu Dazai, uno dei più importanti autori giapponesi della prima metà del '900
È uno dei personaggi centrali della serie. È un giovane alto e magro, dai capelli e gli occhi scuri. Gran parte del suo corpo è coperta da bendaggi, che si intravedono, sotto i vestiti, al collo e alle braccia. Porta sempre un impermeabile color tabacco e pantaloni chiari. Il suo potere è Lo Squalificato (人間失格?, Ningen shikkaku), che gli permette di annullare i poteri degli altri con un solo tocco: lo usa con Atsushi quando si trasforma in tigre, con Akutagawa, con Chuuya per bloccare la forma completa del suo potere che lo condurrebbe alla morte, e con Q, per eliminare la strage che sta compiendo secondo i piani della Guild. La sua caratteristica principale è l'ossessione per il suicidio: spesso legge un libro su di esso, fantastica sulle travi o tenta modi bizzarri di uccidersi (come infilarsi in un bidone d'olio). In particolare, il suo sogno è quello di compiere un doppio suicidio con una bellissima donna. Ha un carattere calmo, gentile e paziente ma è anche furbo e calcolatore. Architetta piani e strategie con lungimiranza ed' è molto intuitivo, oltre che essere un bravo combattente con le armi.
Prima di entrare nell'Agenzia era uno dei dirigenti della Port Mafia, partner di Chuuya (con cui formava il cosiddetto Doppio Nero) e mentore di Akutagawa. Dopo la morte del suo amico Oda nello scontro con la Mimic, orchestrata da Mori per ottenere l'autorizzazione di uso dei poteri, si allontana dalla Port Mafia ed entra nell'Agenzia. Nonostante il suo sia sentito come un "tradimento" soprattutto da Chuuya e Akutagawa, molte volte gli viene proposto da Mori di ritornare nelle file della Mafia e anche Hirotsu mostra di avere stima e rispetto per lui. Quando entra nell'Agenzia, Dazai diventa più giocoso e sereno. È mentore di Atsushi. Viene spesso malmenato da Kunikida per il suo “gettar fango sull’agenzia”, o quando lo prende in giro facendogli appuntare notizie fraudolente o sbagliate. Lo stesso Kunikida si rivolge a lui chiamandolo maniaco dei suicidi o macchina spreca-bende, ma il loro coordinamento mentale e fisico è tale da impressionare Atsushi. Spesso crea le sue strategie insieme a Ranpo.
Doppo Kunikida (国木田 独歩?, Kunikida Doppo)
Doppiato da: Yoshimasa Hosoya
Riferimento a: Doppo Kunikida, novellista e poeta di fine '800
È il partner di Dazai e sembra non sopportare quando quest’ultimo stravolge i suoi programmi organizzatissimi. Ha sempre in mano un'agenda sulla cui copertina è impresso il kanji “Ideale” e che contiene programmi, obiettivi, appunti. Prima di entrare nell’Agenzia era un professore di matematica. La sua abilità si chiama Poeta Doppo (独歩吟客?, Doppo ginkaku), e gli permette di materializzare ogni cosa che scrive sulla sua agenda, a patto che non sia più grande della pagina. Combatte spesso con una pistola, ma si rifiuta di commettere omicidi e trova spesso strategie astute e efficaci per risolvere i problemi e uscire dalle situazioni complicate. Ha un forte senso del dovere, che lo porta a occuparsi dell’hacker Rokuzou dopo la morte del padre (causata indirettamente da lui) e un grande rispetto della vita. Afferma spesso che non bisogna mai perdere la calma – insegnamento del suo mentore – ma in realtà è spesso impulsivo, irascibile e alza spesso la voce. Inoltre, malgrado la sua mania di organizzazione, è spesso sbadato e tende a perdere le cose. Si definisce un idealista e un pragmatico alla ricerca dell’ideale. È il completo opposto di Dazai, su tutti i fronti.
Junichirō Tanizaki (谷崎 潤一郎?, Tanizaki Jun'ichirō)
Doppiato da: Toshiyuki Toyonaga
Riferimento a: Jun'ichirō Tanizaki, autore giapponese
È uno dei membri più giovani dell'Agenzia, avendo circa la stessa età di Atsushi. Il suo potere si chiama Neve sottile (細雪?, Sasameyuki) che gli permette di creare della neve che usa come schermo per le sue illusioni. È garbato e mite, ma perde completamente il controllo quando sua sorella Naomi è in pericolo o minacciata. Afferma infatti che per lei sarebbe contento di dare fuoco al mondo intero. Spesso la sorella Naomi sembra flirtare con lui, ma i membri dell'agenzia evitano accuratamente l'argomento. Ha i capelli rossi e indossa sempre una felpa rossa annodata intorno ai fianchi.
Ranpo Edogawa (江戸川 乱歩?, Edogawa Ranpo)
Doppiato da: Hiroshi Kamiya
Riferimento a: Ranpo Edogawa, scrittore e critico giapponese della prima metà del '900
Ha ventisei anni, per quanto ne dimostri molti di meno. A quanto dice, la sua abilità si chiama Ultra-Deduzione (超推理?, Chō suiri) e si attiva quando indossa un paio di occhiali che gli sono stati regalati dal direttore dell'agenzia. In realtà lui è uno dei rarissimi civili all’agenzia privi di poteri e la sua bravura investigativa è unicamente frutto della sua mente. È molto sicuro di sé e sembra considerarsi il migliore dell’Agenzia e il miglior detective al mondo. Anche gli altri sembrano apprezzare le sue capacità e sono molto gentili nei suoi confronti. Per tutto ciò che non riguarda le indagini, invece, Ranpo è incredibilmente imbranato: è incapace di prendere un treno, tornare all’Agenzia, fare alcunché di pratico. È infantile e ama i dolci e i complimenti.
Kenji Miyazawa (宮沢 賢治?, Miyazawa Kenji)
Doppiato da: Hiroyuki Kagura
Riferimento a: Kenji Miyazawa, scrittore dell'infanzia e agronomo giapponese di inizio '900
È un ragazzo magro e biondo che indossa una salopette da campagna e un cappello di paglia. Ha un carattere gioviale e gentile. Viene da un villaggio in cui si conoscono tutti e non comprende appieno la vita della città, risultando ingenuo e spontaneo. Proprio per queste sue caratteristiche è molto benvoluto dai civili e spesso viene incaricato di andare in giro a raccogliere informazioni e voci. È fermamente convinto che la sincerità porti sincerità (persino con i malviventi) e vede il lato positivo delle cose in ogni momento, sempre sereno e sorridente. La sua capacità si chiama Alla pioggia non si arrende (雨ニモマケズ?, Ame ni mo makezu) e gli conferisce una forza sovrumana, che tuttavia si manifesta solo quando ha fame e lo fa addormentare quando è sazio. Parla spesso di mucche e agricoltura.
Nella 5a stagione si scopre che, in realtà, la fame che lo accompagna sempre non serve per la forza ma per tenerlo calmo, indebolito; infatti, la manifestazione ultima del suo potere è "il potere della natura": Kenji, quando perde il controllo, è forte tanto quanto le manifestazioni naturali: valanghe, terremoti, tsumani, maremoti, tifoni e via così; per questo Kenji risulta fatalmente pericoloso.
Akiko Yosano (与謝野 晶子?, Yosano Akiko)
Doppiata da: Yū Shimamura
Riferimento a: Akiko Yosano, poetessa giapponese
È il medico dell'Agenzia. La sua capacità si chiama Tu non puoi morire (君死にたもうこと勿れ?, Kimi shinitamou koto nakare) e le permette di guarire le ferite mortali proprie o altrui. Il suo potere, tuttavia, si attiva solo in presenza di ferite mortali, quindi, quando qualcuno è ferito ma non in maniera tale da condurlo alla morte, per poterlo guarire Akiko deve prima renderlo in fin di vita, per poter poi usare il suo potere. Per questo e per il suo carattere tendenzialmente distaccato e sadico, sembra che quasi tutti i membri dell'Agenzia siano terrorizzati da lei. È un'ottima combattente e la sua arma preferita è una mannaia.
Naomi Tanizaki (谷崎 ナオミ?, Tanizaki Naomi)
Doppiata da: Chiaki Omigawa
Naomi è la sorella minore di Junichiro e lavora come segretaria part time all'Agenzia. A differenza del fratello, non ha abilità sovrannaturali. Ha lunghi capelli neri e indossa la tipica divisa scolastica giapponese, dallo stile marinaro. È molto legata al fratello e sembra flirtare costantemente con lui, generando dubbi su quale sia il loro reale rapporto. Quando Junichiro viene assalito da Higuchi, Naomi gli fa schermo col proprio corpo rimanendo gravemente ferita. È intelligente, pragmatica e coraggiosa.
Yukichi Fukuzawa (福沢 諭吉?, Fukuzawa Yukichi)
Doppiato da: Rikiya Koyama
Riferimento a: Fukuzawa Yukichi, scrittore e saggista giapponese dell'era Meiji
È il presidente dell’Agenzia. Ha un carattere serio e autorevole. Indossa abiti tradizionali giapponesi e passa gran parte del tempo nel suo ufficio privato. Tiene molto ai suoi dipendenti. Il suo potere si chiama Tutti gli uomini sono uguali (人の上に人を不造?, Hito no ue ni hito wo tsukurazu) e fa sì che tutti i membri dell'agenzia abbiano un migliore controllo delle loro abilità; è il motivo per cui Atsushi può padroneggiare la sua forma ibrida. È un esperto di arti marziali e maestro di Kunikida.
Kyōka Izumi (泉 鏡花?, Izumi Kyōka)
Doppiato da: Sumire Morohoshi
Riferimento a: Kyōka Izumi, scrittore e drammaturgo giapponese
È una ragazzina quattordicenne dai lunghi capelli blu e egli occhi azzurri, che ama il tofu e i conigli. Rimasta orfana, diviene parte della Port Mafia con il ruolo di assassina, poiché, a detta di Akutagawa, uccidere è l’unica cosa che la renda degna di respirare. Compie trentacinque omicidi in sei mesi mediante il suo potere attivato da Akutagawa, ma, quando si trova su un treno della metro con una bomba innescata addosso, si getta dal vagone dicendo a Atsushi di non voler più uccidere nessuno. Atsushi prende a cuore la ragazza e, dopo essersi salvati a vicenda dagli attacchi della Mafia, decide di prendersene cura. Quando viene portata all’Agenzia, Kyouka prega il Presidente di assumerla per provare a sé stessa che Akutagawa si sbagliava. È molto golosa e vezzeggiata dai membri dell’Agenzia e in particolare da Ranpo, che la tratta come una sorellina. Il suo potere si chiama Demone Biancaneve (夜叉白雪?, Yasha Shirayuki) ed è un demone femminile con una maschera, armata di katana. Costei, tuttavia, non risponde al volere di Kyouka ma agli ordini che le vengono impartiti tramite il telefono cellulare, quindi è facilmente manipolabile.
Kirako Haruno (春野 綺羅子?, Haruno Kirako)
Doppiata da: Mina
È una delle impiegate dell'Agenzia e l'assistente di Fukuzawa. Non possiede alcuna abilità sovrannaturale.

### Membri della Port Mafia
Akutagawa Ryūnosuke (芥川 龍之介?, Akutagawa Ryūnosuke)
Doppiato da: Kenshō Ono
Riferimento a: Ryūnosuke Akutagawa
Akutagawa è uno dei capi più temuti della Port Mafia per via del suo potere altamente distruttivo, Rashōmon (羅生門), che prende corpo dall’impermeabile che indossa ed è capace di divorare qualunque cosa, persino lo spazio. Inoltre, è indistruttibile e velocissima. Ha un fisico minuto, gli occhi grigi e i capelli scuri con le punte bianche. Indossa sempre un impermeabile nero e un fazzoletto. Akutagawa è cresciuto ai margini della società fin quando non entra nella Port Mafia e diventa il subordinato di Dazai, che lo addestra. Odia Dazai, che ha tradito la Port Mafia abbandonandolo, ma al tempo stesso ne è ossessionato: quando Dazai afferma che il suo nuovo subordinato è molto migliore di lui, lo picchia a sangue e in seguito apre una guerra personale con i membri dell’Agenzia e in particolare Atsushi, l’ultimo arrivato e protetto di Dazai. Ha una personalità ai bordi della follia, e modifica repentinamente il proprio atteggiamento, generalmente composto, in momenti in cui perde completamente il controllo. Tossisce spesso e sembra non nutrire alcun tipo di sentimenti positivi. Anche con i suoi subordinati, come Kyouka e Higuchi, è generalmente violento e manipolatore.
Chuuya Nakahara (中原 中也?, Nakahara Chuuya)
Doppiato da: Kishō Taniyama
Riferimento a: Chūya Nakahara
È un dirigente della Port Mafia e la sua abilità si chiama Per il Dolore Corrotto (汚れつちまつた悲しみに?, Yogoretsu chimatsuta kanashimi ni) e gli permette di manipolare la forza di gravità. Ha lunghi capelli rossi, occhi azzurri e non è molto alto. Veste allo stesso modo di Dazai, solo in colori diversi, e porta sempre un nastro nero al collo, guanti neri e un cappello. Era il partner di Dazai quando lavorava alla Port Mafia e nutre un distruttivo rancore nei suoi confronti; allo stesso tempo, però, si fida di lui e non esita, nello scontro con Lovecraft, a usare la forma completa del proprio potere che, qualora non fosse bloccata in tempo dallo Squalificato, lo condurrebbe alla morte. A detta di Dazai, è il miglior combattente della Port Mafia nello scontro corpo a corpo.
Ichiyō Higuchi (樋口 一葉?, Higuchi Ichiyō)
Doppiato da: Asami Seto
Riferimento a: Ichiyō Higuchi
È una donna bionda che indossa il completo nero maschile tipico della Port Mafia. È la subordinata di Akutagawa, per il quale sembra nutrire una lealtà quasi morbosa, nonostante quest’ultimo sia spesso violento e brusco nei suoi confronti. Ha un'abilità, ma non viene mai mostrata. Compensa con le sue abilità di lotta, e in particolare con la sua bravura con le armi da fuoco.
Ougai Mori (森 鴎外?, Mori Ōgai)
Doppiato da: Mitsuru Miyamoto
Riferimento a: Mori Ōgai
È il boss della Port Mafia. Apparentemente, si presenta come un uomo cordiale e gentile, raffinato e allegro. La sua vera indole, tuttavia, è fredda, distaccata e estremamente calcolatrice. Usa raramente il proprio potere ed è abile nella lotta, risultando allo stesso livello di Fukuzawa. La sua arma prediletta è il bisturi. Prima di entrare nella Port Mafia era un medico. Diventa il boss della Mafia uccidendo il boss precedente, ormai malato e fuori di senno, davanti agli occhi di Dazai. Sembra completamente succube di Elise, la sua protetta, di cui soddisfa tutti i capricci e di cui subisce i vari maltrattamenti. Ha grande stima di Dazai, che rivorrebbe nella Port Mafia: nello scontro con la Guild afferma infatti che se Dazai fosse ancora il suo braccio destro, la Port Mafia non avrebbe rivali.:^
Elise (エリス?, Erisu)
Doppiata da: Sora Amamiya
Riferimento a: Elise Weigert
È la protetta di Ougai Mori. È una ragazzina bionda capricciosa e sadica. Non è chiara quale sia la sua relazione con Ougai, che la riempie di regali e frivolezze.
Kyūsaku Yumeno (夢野 久作?, Yumeno Kyūsaku)
Doppiato da: Haruka Kudō
Riferimento a: Yumeno Kyūsaku
Yumeno è un membro della Port Mafia, di giovane età. Sembra avere vari problemi mentali quali schizofrenia e bipolarismo. Il suo potere Dogra Magra (ドグラ・マグラ?, Dogura Magura) fa impazzire le persone ed ha un effetto incontrollato.

### Membri della Guild
Francis Scott Key Fitzgerald (フランシス・スコット・キー・フィッツジェラルド?, Furanshisu Sukotto kī Fittsujerarudo)
Doppiato da: Takahiro Sakurai
Riferimento a: Francis Scott Fitzgerald
È il capo del Guild e un uomo estremamente ricco, di gusti ricercati e di maniere eleganti. La sua personalità è gentile ma estremamente fredda nonostante le apparenze: considera infatti i propri compagni unicamente come una "sua proprietà". Al contrario, è legatissimo alla propria famiglia costituita dalla moglie Zelda che è impazzita dopo la morte della figlia. Fitzgerald dunque, ingaggia la lotta con la mafia e l'Agenzia per arrivare ad Atsushi (su cui ha posto una taglia di sette miliardi) che, secondo una profezia, potrebbe condurlo da un libro che gli permetterebbe di riportare in vita la figlia deceduta. La sua abilità si chiama Il grande Fitzgerald e gli permette di acquisire letteralmente forza, resistenza e velocità spendendo i propri risparmi. Questa capacità lo rende quasi completamente inarrestabile, tanto che Atsushi ed Akutagawa riescono a batterlo unicamente unendo le proprie abilità.
Nathaniel Hawthorne (ナサニエル・ホーソーン?, Nasanieru Hōsōn)
Doppiato da: Tarusuke Shingaki
Riferimento a: Nathaniel Hawthorne
Un membro della Guild, partner di Margaret Mitchell. Uomo di Dio che porta sempre con sé una Bibbia, è convinto che il suo dovere sia punire tutti i peccatori del mondo. La sua abilità è chiamata La lettera scarlatta e gli permette di trasformare il sangue in parole sante e controllarle. Possono essere sparate come proiettili, o utilizzate come scudo per difendersi dagli attacchi nemici.
Margaret Mitchell (マーガレット・ミッチェル?, Māgaretto Mitcheru)
Doppiato da: Kaori Nazuka
Riferimento a: Margaret Mitchell
Un membro della Guild, partner di Nathaniel Hawthorne. La sua abilità è chiamata Via col vento e le permette di controllare ogni oggetto catturato dal vento.
Howard Phillips Lovecraft (ハワード・フィリップス・ラヴクラフト?, Hawādo Firippusu Ravukurafuto)
Doppiato da: Shunsuke Takeuchi
Riferimento a: Howard Phillips Lovecraft
Non si conosce molto di quest uomo esclusa la sua forza, infatti è uno dei personaggi più potenti della serie oltre alle sue enormi capacità di rigenerazione (che gli permettevano di resistere tranquillamente ai colpi di Chuuya alla massima potenza), può anche trasformarsi in un enorme mostro che attacca i nemici con i suoi tentacoli e oltretutto secondo Dazai questa non è un'abilità speciale infatti anche quando lui usa Lo Squalificato la trasformazione di Lovecraft non si annulla. Si può quindi supporre che non sia nemmeno umano.
John Steinbeck (ジョン・スタインベック?, Jon Sutainbekku)
Doppiato da: Kengo Kawanishi
Riferimento a: John Steinbeck
Ha una famiglia numerosa e il motivo per cui lavora per la Guild è l’ottima paga, che gli consente di aiutare i genitori e i fratelli, e, in particolare, una delle sue sorelline più piccole a cui è molto legato. La sua abilità si chiama Furore e gli consente di piantare un seme nel proprio collo dopo averlo inciso con un coltello: si sviluppa dunque immediatamente una pianta di vite che si connette agli alberi vicini, che in questo modo possono essere controllati da Steinbeck. In questa maniera, egli può avere coscienza del territorio circostante ascoltando le vibrazioni provenienti dagli alberi e modificarne le radici per usarle come armi di attacco. Può anche usare questo potere in modi diversi, come quando collega i vari alberi di Yokohama a Q in maniera che sia quest'ultimo a sentirne il dolore, così scatenando il suo potere distruttivo su larga scala. Steinbeck ha un carattere calmo e gentile, ma è spietato con i suoi nemici. È il partner di Lovecraft di cui non conosce molto ma a cui è affezionato in quanto è uno dei suoi pochi amici. Con i suoi compagni della Guild è molto leale e anche dopo la sconfitta di Fitzgerald afferma di voler ritrovare tutti gli altri loro compagni e continuare l'esistenza della Guild. Di Fitzgerald, in particolare, rispetta il fatto che abbia agito unicamente per la propria famiglia, cosa che anche lui farebbe.
Lucy Maud Montgomery (ルーシー・モード・モンゴメリ?, Rūshī Mōdo Mongomeri)
Doppiato da: Kana Hanazawa
Riferimento a: Lucy Maud Montgomery
È una ragazzina con lunghe trecce rosse e apparecchio per i denti. Da piccola era stata allevata in un orfanotrofio, come Atsushi (che infatti empatizza con la sua paura di essere abbandonata), finché non era stata reclutata dalla Guild. La sua capacità si chiama Anna dal profondo rosso, e le consente di aprire un varco spazio-temporale che trasporta le persone in una stanza dei giochi dove si trova una gigantesca bambola, Hannah. Lucy si serve di questa sua capacità per intrappolare le persone (tra cui Naomi, Kenji, Junichiro ed Elise) ma viene innanzitutto sconfitta dalle abilità di Atsushi e Junichiro. Dopo questa sconfitta, viene retrocessa dalla Guild e diventa una semplice cameriera.
Mark Twain (マーク・トウェイン?, Māku Tein)
Doppiato da: Hiroyuki Yoshino
Riferimento a: Mark Twain
Il cecchino della Guild, dotato di una mira eccellente. La sua abilità è Huckleberry Finn & Tom Sawyer, che prende la forma di due bambole chiamate Huck Finn (ハック・フィン) e Tom Sawyer (トム・ソーヤ).
Louisa May Alcott (ルイーザ・メイ・オルコット?, Ruīza Mei Orukotto)
Doppiato da: Hikaru Ueda
Riferimento a: Louisa May Alcott
La timida e riservata stratega della Guild, completamente devota a Fitzgerald. La sua abilità è Piccole donne e le permette di rallentare lo scorrere del tempo quando sta pensando da sola in una stanza. Tuttavia, non ha mai utilizzato la sua abilità a scopi personali.
Herman Melville (ハーマン・メルビル?, Hāman Merubiru)
Doppiato da: Takayuki Sugō
Riferimento a: Herman Melville
È un vecchio che, a quanto dice Mori, era il capo del Guild due generazioni prima di Fitzgerald. Attualmente è il pilota della nave-base della Guild. La sua abilità si chiama Moby Dick e gli permette di controllare la nave. In realtà, sembrerebbe che la sua abilità sia piuttosto quella di controllare una sorta di fantasma di una balena (che ha preso possesso della nave) e che, una volta distrutta, uscirà dai resti galleggianti del relitto e seguirà Melville.
Edgar Allan Poe (エドガー・アラン・ポオ?, Edogā Aran Pō)
Doppiato da: Toshiyuki Morikawa
Riferimento a: Edgar Allan Poe
Membro della Guild, considera Ranpo il suo rivale dopo che quest'ultimo l'ha sconfitto ad una sfida di ingegno. Possiede un procione chiamato Karl come animale da compagnia. La sua abilità è chiamata Il gatto nero della Rue Morgue e gli permette di trasportare i lettori nell'ambientazione di qualsiasi racconto che stanno leggendo in quel momento.

## Media

### Manga
Il manga, scritto da Kafka Asagiri e disegnato da Sango Harukawa, ha iniziato la serializzazione sulla rivista Young Ace di Kadokawa Shoten il 4 dicembre 2012. Il primo volume tankōbon è stato pubblicato il 2 aprile 2013 e al 4 febbraio 2025 ne sono stati messi in vendita in tutto ventisei. In Italia la serie è stata annunciata da Panini Comics, per l'etichetta Planet Manga, in occasione del Lucca Comics & Games 2016 e pubblicata a partire da marzo 2017, mentre in America del Nord i diritti sono stati acquistati da Yen Press.

#### Volumi
| Bungo Stray Dogs (26+ volumi)           | |                                                                             |                   |                        |
| 1                                       | 2 aprile 2013 | ISBN 978-4-04-120673-7                                                      | 9 marzo 2017      | —                      |
| 1                                       | Capitoli - 1. Imperscrutabili sono le vie... della tigre (人生万事塞翁が虎?, Jinsei banjisaiō ga tora) - 2. Una certa bomba (或る爆弾?, Aru bakudan) - 3. Yokohama Gangster Paradise (parte 1) (ヨコハマ ギャングスタ パラダヰス (前編)?, Yokohama Gyangusuta Paradawisu (zenpen)) - 4. Yokohama Gangster Paradise (parte 2) (ヨコハマ ギャングスタ パラダヰス (後編)?, Yokohama Gyangusuta Paradawisu (kōhen)) |                                                                             |                   |                        |
| 2                                       | 1º agosto 2013 | ISBN 978-4-04-120835-9                                                      | 4 maggio 2017     | —                      |
| 2                                       | Capitoli - 5. La tragedia del fatalista (運命論者の悲み?, Unmeironsha no kanashimi) - 6. Murder on D Street (Murder on D Street?) - 7. Anche se ti dicono di uccidere e poi morire... (parte 1) (人を殺して死ねよとて (前編)?, Hito o koroshite shineyo tote (zenpen)) - 8. Anche se ti dicono di uccidere e poi morire... (parte 2) (人を殺して死ねよとて (後編)?, Hito o koroshite shineyo tote (kōhen)) |                                                                             |                   |                        |
| 3                                       | 4 dicembre 2013 | ISBN 978-4-04-120952-3                                                      | 6 luglio 2017     | —                      |
| 3                                       | Capitoli - 9. Le persone belle sono come statue di pietra silenziose (うつくしき人は寂として石像の如く?, Utsukushiki hito wa sabi to shite sekizō nogotoku) - 10. Detective Boys (Detective Boys?) - 11. Dei giorni che furono... (在りし日の…?, Arishi hi no…) - 12. Rashomon e la tigre (羅生門と虎?, Rashōmon to tora) |                                                                             |                   |                        |
| 4                                       | 4 aprile 2014 | ISBN 978-4-04-121093-2                                                      | 7 settembre 2017  | —                      |
| 4                                       | Capitoli - 13. L'agenzia investigativa estatica (有頂天探偵社?, Uchōten tantei-sha) - 14. Una professione che non fa per lei (彼女には向かない職業?, Kanojo ni wa mukanai shokugyō) - 15. Mentre si è respinti senza sosta verso il passato (parte 1) (たえまなく過去へ押し戻されながら（前編）?, Taemanaku kako he oshimodosare nagara (zenpen)) - 16. Mentre si è respinti senza sosta verso il passato (parte 2) (たえまなく過去へ押し戻されながら (後編)?, Taemanaku kako he oshimodosare nagara (kōhen))                                                |                                                                             |                   |                        |
| 5                                       | 4 agosto 2014 | ISBN 978-4-04-101539-1                                                      | 9 novembre 2017   | —                      |
| 5                                       | Capitoli - 17. Il primo incarico (剏めての御使い?, Hajimete no otsukai) - 18. Fiori e foglie rosse d'autunno, neve e color oro (花と紅葉、雪と金色?, Hana to kōyō, yuki to kin'iro) - 19. Confronto fra tre società (三社鼎立?, Sansha teiritsu) - 20. Un limone (檸檬一顆?, Remon ikka) |                                                                             |                   |                        |
| 6                                       | 4 dicembre 2014 | ISBN 978-4-04-101540-7                                                      | 18 gennaio 2018   | —                      |
| 6                                       | Capitoli - 21. L'Irmão e il diablo (助修士と黒悪魔?, Jo shūshi to kuro akuma) - 22. The strategy of conflict (The strategy of conflict?) - 23. L'uva dell'ira che dà i suoi frutti negli occhi (parte 1) (眸ニ実レリ怒リノ葡萄（前編）?, Hitomi ni minoreri ikari no budō (zenpen)) - 24. L'uva dell'ira che dà i suoi frutti negli occhi (parte 2) ((眸ニ実レリ怒リノ葡萄（後編）?, Hitomi ni minoreri ikari no budō (kōhen)) - Supplemento - Racconto breve "Il cane senza cuore! (掌編 心なき狗?, Shōhen kokoro naki inu)" - Aneddoti sui sommi scrittori |                                                                             |                   |                        |
| 7                                       | 2 maggio 2015 | ISBN 978-4-04-102915-2                                                      | 15 marzo 2018     | —                      |
| 7                                       | Capitoli - 25. Q (Q?) - 26. Will of Tycooon (ウィル・オブ・タイクーン?, Wiru Obu Taikūn) - 27. Sulla spiaggia frantumata (砕け散りし海辺に?, Kudake chirishi umibe ni) - 28. Piano d'emergenza (緊急プラン?, Kinkyū Puran) - 29. La testa può sbagliare ma... (頭は間違うことがあっても?, Atama wa machigau koto ga atte mo) |                                                                             |                   |                        |
| 8                                       | 4 settembre 2015 | ISBN 978-4-04-102916-9                                                      | 10 maggio 2018    | —                      |
| 8                                       | Capitoli - 30. La torre del silenzio, il banchetto dei corvi (沈黙の塔、鴉の宴?, Chinmoku no tō, karasu no utage) - 31. Il duo nero (双つの黒?, Sōtsu no kuro) - 32. Poe e Ranpo (ポオと乱歩?, Pō to Ranpo) - 33. La balena bianca che vaga per il mare celeste (天の海をゆく白鯨のありて?, Ten no umi wo yuku hakugei no arite) |                                                                             |                   |                        |
| 9                                       | 29 dicembre 2015 (ed. regolare & limitata) | ISBN 978-4-04-102917-6 (ed. regolare) ISBN 978-4-04-103333-3 (ed. limitata) | 12 luglio 2018    | —                      |
| 9                                       | Capitoli - 34. L'ultimo tycoon (最後の大君?, Saigo no Taikun) - 35. Rashomon, la tigre e l'ultimo tycoon (羅生門と虎と最後の大君?, Rashōmon to tora to saigo no Taikun) - 36. Se oggi potessi posare questo fardello (若し今日この荷物を降ろして善いのなら?, Moshi kyō kono nimotsu wo oroshite ii no nara) - 37. L'inizio e la fine del banchetto (宴の始末?, Utage no shimatsu) |                                                                             |                   |                        |
| 10                                      | 4 giugno 2016 | ISBN 978-4-04-104283-0                                                      | 13 settembre 2018 | —                      |
| 10                                      | Capitoli - 38. Slap the Stick (Slap the Stick?) - 39. Il ritratto del padre (父の肖像?, Chichi no shōzō) - 40. Camminare da solo (独り歩む?, Hitori ayumu) - 41. Addict (Addict?) - 42. È il lavoro di Dio distribuire le colpe (咎与うるは神の業?, Toga ataeuru wa kami no waza) |                                                                             |                   |                        |
| 11                                      | 4 ottobre 2016 | ISBN 978-4-04-104286-1                                                      | 8 novembre 2018   | —                      |
| 11                                      | Capitoli - 43. Herurise! (ヘルリス！?, Herurisu!) - 44. Fitzgerald Rising (フィッツジェラルド・ライジング?, Fittsujerarudo Raijingu) - 45. Fix it, Master Craft. (Fix it, Master Craft?) - 46. L'assassino con la maschera (仮面ノ暗殺者?, Kamen no ansatsusha) |                                                                             |                   |                        |
| 12                                      | 4 aprile 2017 | ISBN 978-4-04-104287-8                                                      | 17 gennaio 2019   | —                      |
| 12                                      | Capitoli - 47. Divorarsi a vicenda 1 (共喰い 其の壱?, Tomogui sono ichi) - 48. Divorarsi a vicenda 2 (共喰い 其の弐?, Tomogui sono ni) - 49. Divorarsi a vicenda 3 (共喰い 其の参?, Tomogui sono san) - 50. Divorarsi a vicenda 4 (共喰い 其の肆?, Tomogui sono shi) |                                                                             |                   |                        |
| 13                                      | 4 agosto 2017 (ed. regolare & limitata) | ISBN 978-4-04-105041-5 (ed. regolare) ISBN 978-4-04-105042-2 (ed. limitata) | 21 marzo 2019     | —                      |
| 13                                      | Capitoli - 51. ECHO, trasferimento di meriti 1 (回向 其の壱?, Ekō sono ichi) - 52. ECHO, trasferimento di meriti 2 (回向 其の弐?, Ekō sono ni) - 53. ECHO, trasferimento di meriti 3 (回向 其の参?, Ekō sono san) - 54. L'assassino e il delitto perfetto 1 (完璧な殺人と殺人者 其の壱?, Kanpeki na satsujin to satsujin-sha sono ichi) |                                                                             |                   |                        |
| 14                                      | 4 dicembre 2017 | ISBN 978-4-04-106394-1                                                      | 23 maggio 2019    | —                      |
| 14                                      | Capitoli - 55. L'assassino e il delitto perfetto 2 (完璧な殺人と殺人者 其の弐?, Kanpeki na satsujin to satsujin-sha sono ni) - 56. L'assassino e il delitto perfetto 3 (完璧な殺人と殺人者 其の参?, Kanpeki na satsujin to satsujin-sha sono san) - 57. Sunday Tragedy 1 (悲劇なる日曜日 前編?, Sandei Torajedi zenpen) - 58. Sunday Tragedy 2 (悲劇なる日曜日 後編?, Sandei Torajedi kōhen) |                                                                             |                   |                        |
| 15                                      | 4 giugno 2018 | ISBN 978-4-04-106935-6                                                      | 18 luglio 2019    | —                      |
| 15                                      | Capitoli - 59. Dogs Hunt Dogs 1 (DOGS HUNT DOGS 其の壱?, DOGS HUNT DOGS sono ichi) - 60. Dogs Hunt Dogs 2 (DOGS HUNT DOGS 其の弐?, DOGS HUNT DOGS sono ni) - 61. Dogs Hunt Dogs 3 (DOGS HUNT DOGS 其の参?, Dogs Hunt Dogs sono san) - 62. Dogs Hunt Dogs 4 (DOGS HUNT DOGS 其の肆?, DOGS HUNT DOGS sono shi) - 63. Nemici della società (社会の敵?, Shakai no teki) |                                                                             |                   |                        |
| 16                                      | 4 dicembre 2018 (ed. regolare & limitata) | ISBN 978-4-04-106936-3 (ed. regolare) ISBN 978-4-04-107310-0 (ed. limitata) | 12 settembre 2019 | —                      |
| 16                                      | Capitoli - 64. Sia tu che io siamo figli della colpa (君も罪の子、我も罪の子?, Kimi mo tsumi no ko, ware mo tsumi no ko) - 65. Sognare una farfalla 1 (蝶を夢む 前篇, Chō wo yumemu zenpen?) - 66. Sognare una farfalla 2 (蝶を夢む 後篇, Chō wo yumemu kōhen?) - 67. La tristezza di un corpo senza piume 1 (翅無き身の悲しかな 前篇?, Hane naki mi no kanashiki kana zenpen) - 68. La tristezza di un corpo senza piume 2 (翅無き身の悲しかな 後篇?, Hane naki mi no kanashiki kana kōhen)                                                                 |                                                                             |                   |                        |
| 17                                      | 1º maggio 2019 | ISBN 978-4-04-108133-4                                                      | 16 gennaio 2020   | —                      |
| 17                                      | Capitoli - 69. Cronaca di un'evasione 1 (脱獄記 前篇?, Datsugokuki zenpen) - 70. Cronaca di un'evasione 2 (脱獄記 後篇?, Datsugokuki kōhen) - 71. Bungo Hound Dogs 1 (文豪ハウンドドッグス 其の壱?, Bungō Haundo Doggusu sono ichi) - 72. Bungo Hound Dogs 2 (文豪ハウンドドッグス 其の弐?, Bungō Haundo Doggusu sono ni) - 73. Bungo Hound Dogs 3 (文豪ハウンドドッグス 其の参?, Bungō Haundo Doggusu sono san) |                                                                             |                   |                        |
| 18                                      | 28 dicembre 2019 | ISBN 978-4-04-108134-1                                                      | 4 giugno 2020     | —                      |
| 18                                      | Capitoli - 74. SKYFALL 1 (SKYFALL 其の壱?, SKYFALL sono ichi) - 75. SKYFALL 2 (SKYFALL 其の弐?, SKYFALL sono ni) - 76. SKYFALL 3 (SKYFALL 其の参?, SKYFALL sono san) - 77. SKYFALL 4 (SKYFALL 其の肆?, SKYFALL sono shi) - 78. Minacciare Dio 1 (神ヲ威ス 其の壱?, Kami wo odosu sono ichi) - Aggiunta. Nel frattempo, Mushitaro... (その頃の虫太郎?, Sono koro no Mushitarō) |                                                                             |                   |                        |
| 19                                      | 3 luglio 2020 | ISBN 978-4-04-109470-9                                                      | 10 dicembre 2020  | —                      |
| 19                                      | Capitoli - 79. Minacciare Dio 2 (神ヲ威ス 其の弐?, Kami wo odosu sono ni) - 80. L'uomo più forte dell'agenzia 1 (最強の男 前篇?, Saikyō no otoko zenpen) - 81. L'uomo più forte dell'agenzia 2 (最強の男 後篇?, Saikyō no otoko kōhen) - 82. Il collaboratore migliore di tutti (最高の協カ者?, Saikō no kyōkasha) - 83. Tutte le risposte (凡テノ答へ 前編?, Subete no kotae he zenpen) |                                                                             |                   |                        |
| 20                                      | 4 dicembre 2020 | ISBN 978-4-04-109471-6                                                      | 8 luglio 2021     | —                      |
| 20                                      | Capitoli - 84. HERO VS. CRIMINAL (Hero vs. Criminal?) - 85. HERO VS. CRIMINAL 2 (HERO VS CRIMINAL 其の弐?, HERO VS CRIMINAL sono ni) - 86. HERO VS. CRIMINAL 3 (HERO VS CRIMINAL 其の参?, HERO VS CRIMINAL sono san) - 87. HERO VS. CRIMINAL 4 (HERO VS CRIMINAL 其の肆?, HERO VS CRIMINAL sono shi) - 88. Come se precipitasse (転がり落ちるように?, Korogari ochiru yō ni) |                                                                             |                   |                        |
| 21                                      | 3 agosto 2021 | ISBN 978-4-04-111355-4                                                      | 3 marzo 2022      | —                      |
| 21                                      | Capitoli - 89. HERO WAR, GANG WAR. 1 (HERO WAR, GANG WAR 其の壱?, HERO WAR, GANG WAR sono ichi) - 90. HERO WAR, GANG WAR. 2 (HERO WAR, GANG WAR 後篇?, HERO WAR, GANG WAR, kōhen) - 91. HERO WAR, GANG WAR. 3 (我等再ビ探偵ノ舎ニテ?, Warera saibi tantei no sha nite) - 92. Di nuovo nell'ufficio dell'agenzia (空ノ港ニテ前篇?, Sora no minato nite zenpen) - 93. Nel porto del cielo 1 (空ノ港ニテ 其の参?, Sora no minato nite sono san) - 94. Nel porto del cielo 2 (空ノ港ニテ 其の肆?, Sora no minato nite sono shi)                                  |                                                                             |                   |                        |
| 22                                      | 4 marzo 2022 | ISBN 978-4-04-112192-4                                                      | 14 luglio 2022    | —                      |
| 22                                      | Capitoli - 95. Nel porto del cielo 3 (空ノ港二テ其の伍?, Sora no minato nite sono go) - 96. Nel porto del cielo 4 (空ノ港ニテ 其の肆?, Sora no minato nite sono roku) - 97. Nel porto del cielo 5 (空ノ港二テ其の陸?, Sora no minato nite sono riku) - 98. Nel porto del cielo 6 (空ノ港二テ其の漆?, Sora no minato nite sono nana) - 99. Nel porto del cielo 7 (空ノ港二テ其の捌?, Sora no minato nite sono hachi) |                                                                             |                   |                        |
| 23                                      | 28 dicembre 2022 | ISBN 978-4-04-112864-0                                                      | 20 luglio 2023    | ISBN 978-88-287-4738-3 |
| 23                                      | Capitoli - 100. Nel porto del cielo 8 (空ノ港二テ 其の玖?, Sora no minato nite sono kyū) - 101. Fluttuare sul fondo dell'acqua (水底に漾ふ?, Minasoko ni tadayo fu) - 102. Il mondo al di fuori dell'umano 1 (人外魔境 其の壱 前篇?, Jingai makyō sono ichi zenpen) - 103. Il mondo al di fuori dell'umano 2 (人外魔境 其の弐 前編?, Jingai makyō sono ni zenpen) - 104. I due Fuku (二福 前篇?, Nifuku zenpen) |                                                                             |                   |                        |
| 24                                      | 4 settembre 2023 | ISBN 978-4-04-113910-3                                                      | 22 febbraio 2024  | ISBN 978-88-287-7853-0 |
| 24                                      | Capitoli - 105. In quella stanza angusta 1 (隘キ部屋ニテ 其の壱?, Semaki heya nite, sono ichi) - 106. In quella stanza angusta 2 (隘キ部屋ニテ 其の弐 前編?, Semaki heya nite, sono ni zenpen) - 107. In quella stanza angusta 3 (隘キ部屋ニテ 其の参 前篇?, Semaki heya nite, sono san zenpen) - 108. In quella stanza angusta 4 (隘キ部屋ニテ 其の肆?, Semaki heya nite, sono shi) - 109. In quella stanza angusta 5 (隘キ部屋ニテ 其の伍?, Semaki heya nite, sono go)                                                                                     |                                                                             |                   |                        |
| 25                                      | 4 giugno 2024 | ISBN 978-4-04-115002-3                                                      | 19 dicembre 2024  | ISBN 979-12-21903-97-3 |
| 25                                      | Capitoli - 110. In quella stanza angusta 6 (隘キ部屋ニテ 其の陸?, Semaki heya nite, sono roku) - 111. Tu non puoi uccidermi (君では私を殺せない?, Kimide wa watashi o korosenai) - 112. Perché mi hai abbandonato? (何ぞ我を見捨て給うや?, Nanzo ware o misute tamau ya) - 113. La pace nel mondo (世界平和?, Sekai heiwa) - 114. Resurrectio (resurrectio?) |                                                                             |                   |                        |
| 26                                      | 4 febbraio 2025 | ISBN 978-4-04-115937-8                                                      | 12 giugno 2025    | ISBN 979-12-21918-43-4 |
| 26                                      | Capitoli - 115. La nera schiuma grumosa (つぶつぶと暗い泡よ?, Tsubutsubu to kurai awa yo) - 116. A coloro che sono piccoli (小さき者へ?, Chīsaki mono e) - 117. Sarà fatto! (承った?, Uketamawatta) - 118. Un essere ammantato di mistero (得体の知れないもの?, Etainoshirenai mono) - 119. Esso si riverserà dal crocevia della profonda tristezza (悲嘆の巷に零こぼるるが故に?, Hitan no chimata ni rei ko boruruga yueni) |                                                                             |                   |                        |
| 27                                      | 4 settembre 2025 | ISBN 978-4-04-116525-6                                                      | —                 | —                      |
| Bungo Stray Dogs Wan! (13+ volumi)      | |                                                                             |                   |                        |
| 1                                       | 4 ottobre 2016 | ISBN 978-4-04-104806-1                                                      | —                 | —                      |
| 2                                       | 4 aprile 2017 | ISBN 978-4-04-105542-7                                                      | —                 | —                      |
| 3                                       | 4 settembre 2017 | ISBN 978-4-04-106090-2                                                      | —                 | —                      |
| 4                                       | 4 giugno 2018 | ISBN 978-4-04-106939-4                                                      | —                 | —                      |
| 5                                       | 1º maggio 2019 | ISBN 978-4-04-108127-3                                                      | —                 | —                      |
| 6                                       | 28 dicembre 2019 | ISBN 978-4-04-108128-0                                                      | —                 | —                      |
| 7                                       | 28 dicembre 2020 | ISBN 978-4-04-110928-1                                                      | —                 | —                      |
| 8                                       | 26 gennaio 2021 | ISBN 978-4-04-110927-4                                                      | —                 | —                      |
| 9                                       | 4 marzo 2022 | ISBN 978-4-04-112185-6                                                      | —                 | —                      |
| 10                                      | 28 dicembre 2022 | ISBN 978-4-04-112861-9                                                      | —                 | —                      |
| 11                                      | 4 settembre 2023 | ISBN 978-4-04-113904-2                                                      | —                 | —                      |
| 12                                      | 4 giugno 2024 | ISBN 978-4-04-114996-6                                                      | —                 | —                      |
| 13                                      | 4 febbraio 2025 | ISBN 978-4-04-115795-4                                                      | —                 | —                      |
| 14                                      | 4 settembre 2025 | ISBN 978-4-04-116522-5                                                      | —                 | —                      |
| Bungo Stray Dogs Dead Apple (4+ volumi) | |                                                                             |                   |                        |
| 1                                       | 10 marzo 2018 | ISBN 978-4-04-106554-9                                                      | 12 dicembre 2019  | —                      |
| 2                                       | 2 maggio 2018 | ISBN 978-4-04-107290-5                                                      | 13 febbraio 2020  | —                      |
| 3                                       | 4 marzo 2021 | ISBN 978-4-04-107291-2                                                      | 23 settembre 2021 | —                      |
| 4                                       | 4 agosto 2023 | ISBN 978-4-04-112383-6                                                      | 29 febbraio 2024  | —                      |
| Bungo Stray Dogs Beast (4 volumi)       | |                                                                             |                   |                        |
| 1                                       | 3 luglio 2020 | ISBN 978-4-04-109448-8                                                      | 10 marzo 2022     | ISBN 978-88-287-6531-8 |
| 2                                       | 4 dicembre 2020 | ISBN 978-4-04-109449-5                                                      | 5 maggio 2022     | ISBN 978-88-287-6612-4 |
| 3                                       | 3 agosto 2021 | ISBN 978-4-04-111382-0                                                      | 16 giugno 2022    | ISBN 978-88-287-1573-3 |
| 4                                       | 26 febbraio 2022 | ISBN 978-4-04-112027-9                                                      | 11 agosto 2022    | ISBN 978-88-287-1720-1 |

### Romanzi
Una serie di romanzi ispirata al manga, sempre a cura di Asagiri e Harukawa, è edita da Kadokawa Shoten dal 1º aprile 2014. Al 1º maggio 2015 i volumi pubblicati ammontano in tutto a tre. Negli Stati Uniti i diritti di distribuzione in lingua inglese sono stati acquistati sempre da Yen Press.

### Anime
Annunciata nell'agosto 2015 sull'account Twitter ufficiale del manga, la serie televisiva anime, scritta sotto la supervisione di Yōji Enokido e prodotta dallo studio Bones per la regia di Takuya Igarashi, è stata divisa in due parti: la prima è andata in onda dal 6 aprile al 22 giugno 2016, mentre la seconda è stata trasmessa tra il 5 ottobre e il 21 dicembre dello stesso anno. Le sigle di apertura e chiusura sono rispettivamente: per la prima metà Trash Candy dei Granrodeo e Namae o yobu yo (名前を呼ぶよ?) dei Luck Life, per la seconda Reason Living degli Screen Mode e Kaze ga fuku machi (風が吹く街?) di nuovo dei Luck Life. Un episodio OAV è stato pubblicato in allegato all'edizione limitata del tredicesimo volume del manga il 31 agosto 2017.
Una terza stagione animata da 12 episodi è stata trasmessa dal 12 aprile al 28 giugno 2019 su Tokyo MX, TV Aichi, KBS, SUN, BS11 e WOWOW; ad interpretare la sigla di apertura Setsuna no ai è stato il gruppo Granrodeo, mentre il tema di chiusura "Lily" è dei Luck Life. La quarta stagione dell'anime è stata annunciata il 7 novembre 2021, dal profilo Twitter ufficiale. È stata trasmessa dal 4 gennaio al 29 marzo 2023. Le sigle sono rispettivamente True Story degli Screen Mode e Shirushi (しるし?) dei Luck Life.
Il 29 marzo 2023 è stata annunciata una quinta stagione composta da 11 episodi, la quale è stata trasmessa dal 12 luglio al 20 settembre 2023. La sigla di apertura è Kurogane no ori (鉄の檻?) di Granrodeo mentre quella di chiusura Kiseki (軌跡?) di Luck Life.
In Italia e nel resto del mondo, ad eccezione dell'Asia, gli episodi di tutte e quattro le stagioni sono state trasmesse in streaming, in contemporanea col Giappone, da Crunchyroll.

#### Episodi
| Nº                            | Titolo italiano Giapponese 「Kanji」 - Rōmaji | In onda           | In onda |
| Nº                            | Titolo italiano Giapponese 「Kanji」 - Rōmaji | Giapponese        |         |
| Prima stagione (12 episodi)   | |                   |         |
| 1                             | La sorte è imprevedibile e mutevole 「人生万事塞翁が虎」 - Jinsei banjisaiō ga tora | 6 aprile 2016     |         |
| 2                             | Una bomba 「或る爆弾」 - Aru bakudan | 13 aprile 2016    |         |
| 3                             | Yokohama Gangster Paradise 「ヨコハマ ギャングスタア パラダヰス」 - Yokohama Gyangusutā Paradaisu | 20 aprile 2016    |         |
| 4                             | La tragedia del fatalista 「運命論者の悲み」 - Unmeironja no kanashimi | 27 aprile 2016    |         |
| 5                             | Murder on D Street 「Murder on D Street」 | 4 maggio 2016     |         |
| 6                             | Il messaggero azzurro 「蒼の使徒」 - Aoi no shito | 11 maggio 2016    |         |
| 7                             | Amare la malattia chiamata "ideale" 「理想という病を愛す」 - Risō to iu yamai o aisu | 18 maggio 2016    |         |
| 8                             | Insegnare a uccidere, poi a morire 「人を殺して死ねよとて」 - Hito o koroshite shine yo tote | 25 maggio 2016    |         |
| 9                             | La bellezza è silenziosa come una statua di pietra 「うつくしき人は寂として石像の如く」 - Utsukushiki hito wa sabi to shite sekizō nogotoku                                                                      | 1º giugno 2016    |         |
| 10                            | Rashoumon e la tigre 「羅生門と虎」 - Rashōmon to tora | 8 giugno 2016     |         |
| 11                            | Primo, una professione inadatta a lei 「其の一 彼女には向かない職業」 - Sono ichi: kanojo ni wa mukanai shokugyōSecondo, un'agenzia di detective in estasi 「其の二 有頂天探偵社」 - Sono ni: uchōten tantei-sha | 15 giugno 2016    |         |
| 12                            | Spinti indietro continuamente nel passato 「たえまなく過去へ押し戻されながら」 - Taema naku kako e oshimodosarenagara                                                                                            | 22 giugno 2016    |         |
| Seconda stagione (12 episodi) | |                   |         |
| 13                            | L'epoca buia 「黒の時代」 - Kuro no jidai | 5 ottobre 2016    |         |
| 14                            | Nessun posto in cui tornare 「戻れない場所」 - Modorenai basho | 12 ottobre 2016   |         |
| 15                            | Una stanza dove un giorno potremo vedere l'oceano 「いつか海の見える部屋で」 - Itsuka umi no mieru heya de | 19 ottobre 2016   |         |
| 16                            | Bungo Stray Dogs 「文豪ストレイドッグ」 - Bungō sutorei doggusu | 26 ottobre 2016   |         |
| 17                            | Tre parti in lotta 「三社鼎立」 - San-sha teiritsu | 2 novembre 2016   |         |
| 18                            | The Strategy of Conflict 「The strategy of conflict」 | 9 novembre 2016   |         |
| 19                            | Il testamento del magnate 「ウィル・オブ・タイクーン」 - Wiru obu Taikūn | 16 novembre 2016  |         |
| 20                            | Anche se la mente può sbagliarsi 「頭は間違うことがあっても」 - Atama wa machigau koto ga attemo | 23 novembre 2016  |         |
| 21                            | Doppio nero 「双つの黒」 - Futatsu no kuro | 30 novembre 2016  |         |
| 22                            | Parte 1 - Poe e Rampo 「其の一 ポオと乱歩」 - Sono ichi: Pō to RanpoParte 2 - Moby Dick, che nuota nel cielo 「其の二 天の海をゆく白鯨のありて」 - Sono ni: ame no umi o yuku hakugei no arite                   | 7 dicembre 2016   |         |
| 23                            | Rashoumon, la tigre e l'ultimo imperatore 「羅生門と虎と最後の大君」 - Rashōmon to tora to saigo no taikun | 14 dicembre 2016  |         |
| 24                            | Se solo ora potessi liberarmi del mio fardello 「若し今日この荷物を降ろして善いのなら」 - Moshi kyō kono nimotsu o oroshite yoi no nara                                                                          | 21 dicembre 2016  |         |
| 25                            | Camminare da soli 「ひとりあゆむ」 - Hitori ayumu | 4 agosto 2017     |         |
| Terza stagione (12 episodi)   | |                   |         |
| 26                            | Dazai, Chuya, 15 anni 「太宰、中也、十五歳」 - Dazai, Chūya, jūgo-Sai | 12 aprile 2019    |         |
| 27                            | Adesso tocca al Dio del Fuoco 「荒神は今」 - Aragami wa ima | 19 aprile 2019    |         |
| 28                            | Solo un diamante può lucidarne un altro 「ダイヤはダイヤでしか」 - Daiya wa daiya-de shika | 26 aprile 2019    |         |
| 29                            | Le mie malefatte sono opera di Dio 「咎与うるは神の業」 - Toga ataeru wa kami no gō | 3 maggio 2019     |         |
| 30                            | Slap the Stick & Addict 「Slap the Stick & Addict」 | 10 maggio 2019    |         |
| 31                            | Herurisu! \| Il ritratto del padre 「其の一「ヘルリス！」 其の二「父の肖像」」 - Sono ichi 'Herurisu!' sono ni 'chichi no shōzō'                                                                                 | 17 maggio 2019    |         |
| 32                            | Fitzgerald Rising 「フィッツジェラルド・ライジング」 - Fittsujerarudo Raijingu | 24 maggio 2019    |         |
| 33                            | L'assassino mascherato 「仮面ノ暗殺者」 - Kamen no ansatsusha | 31 maggio 2019    |         |
| 34                            | Cannibalismo (Parte 1) 「共喰い(其の一)」 - Tomogui (sono ichi) | 7 giugno 2019     |         |
| 35                            | Cannibalismo (Parte 2) 「共喰い(其の二)」 - Tomogui (sono ni) | 14 giugno 2019    |         |
| 36                            | Cannibalismo (Parte 3) 「共喰い(其の三)」 - Tomogui (sono san) | 21 giugno 2019    |         |
| 37                            | Eco 「回向」 - Ekō | 28 giugno 2019    |         |
| Quarta stagione (13 episodi)  | |                   |         |
| 38                            | Lo spadaccino solitario e il famoso detective 「孤剣士と名探偵」 - Ko kenshi to meitantei | 4 gennaio 2023    |         |
| 39                            | Il giorno è un sogno, la notte è la realtà 「晝は夢、夜ぞ現」 - Hiru wa yume, yoru zo utsutsu | 11 gennaio 2023   |         |
| 40                            | La storia segreta della fondazione dell'Agenzia di Detective 「探偵社設立秘話」 - Tantei-sha setsuritsu hiwa | 18 gennaio 2023   |         |
| 41                            | Un omicidio perfetto e un assassino perfetto (Parte 1) 「完璧な殺人と殺人者（其の一）」 - Kanpekina satsujin to satsujin-sha (sono ichi)                                                                         | 25 gennaio 2023   |         |
| 42                            | Un omicidio perfetto e un assassino perfetto (Parte 2) 「完璧な殺人と殺人者（其の二）」 - Kanpekina satsujin to satsujin-sha (sono ni)                                                                           | 1º febbraio 2023  |         |
| 43                            | Una tragica domenica 「悲劇なる日曜日」 - Higekinaru nichiyōbi | 8 febbraio 2023   |         |
| 44                            | Dogs Hunt Dogs 「DOGS HUNT DOGS」 | 15 febbraio 2023  |         |
| 45                            | Tu, figlio del peccato; Io, figlio del peccato 「君も罪の子、我も罪の子」 - Kimi mo tsumi no ko, ga mo tsumi no ko                                                                                               | 22 febbraio 2023  |         |
| 46                            | Sognare le farfalle 「蝶を夢む」 - Chō o yume mu | 1º marzo 2023     |         |
| 47                            | Il rammarico per un corpo senza ali 「翅無き身の悲しきかな」 - Hanenaki mi no kanashiki ka na | 8 marzo 2023      |         |
| 48                            | Evasione 「脱獄記」 - Datsugokuki | 15 marzo 2023     |         |
| 49                            | Bungo Hound Dogs 「Bungo Hound Dogs」 | 22 marzo 2023     |         |
| 50                            | Skyfall 「Skyfall」 | 29 marzo 2023     |         |
| Quinta stagione (11 episodi)  | |                   |         |
| 51                            | L'uomo più forte 「最強の男」 - Saikyō no otoko | 12 luglio 2023    |         |
| 52                            | La risposta a tutto 「凡テノ答ヘ」 - Subete no kotae he | 19 luglio 2023    |         |
| 53                            | Hero VS. Criminal 「Hero VS. Criminal」 | 26 luglio 2023    |         |
| 54                            | Hero War, Gang War. 「Hero War, Gang War.」 | 2 agosto 2023     |         |
| 55                            | Al porto nel cielo (parte 1) 「空ノ港ニテ（其の一）」 - Sora no minato nitte (sono ichi) | 9 agosto 2023     |         |
| 56                            | Al porto nel cielo (parte 2) 「空ノ港ニテ（其の二）」 - Sora no minato nitte (sono ni) | 16 agosto 2023    |         |
| 57                            | Al porto nel cielo (parte 3) 「空ノ港ニテ（其の三）」 - Sora no minato nitte (sono san) | 23 agosto 2023    |         |
| 58                            | La terra dei demoni inumani (parte 1) 「人外魔境（其の一）」 - Jingai makyō (sono ichi) | 30 agosto 2023    |         |
| 59                            | La terra dei demoni inumani (parte 2) 「人外魔境（其の二）」 - Jingai makyō (sono ni) | 6 settembre 2023  |         |
| 60                            | La terra dei demoni inumani (parte 3) 「人外魔境（其の三）」 - Jingai makyō (sono san) | 13 settembre 2023 |         |
| 61                            | L'addio nel tramonto 「黄昏のさようなら」 - Tasogare no sayōnara | 20 settembre 2023 |         |

## Accoglienza
Nel sondaggio Manga Sōsenkyo 2021 indetto da TV Asahi, 150 000 persone hanno votato la loro top 100 delle serie manga e Bungo Stray Dogs si è classificata al 64º posto.